# Suiza en los Juegos Olímpicos de Innsbruck 1964
Suiza estuvo representada en los Juegos Olímpicos de Innsbruck 1964 por un total de 72 deportistas que compitieron en 10 deportes.  
El portador de la bandera en la ceremonia de apertura fue el esquiador de fondo Hans Ammann. El equipo olímpico suizo no obtuvo ninguna medalla en estos Juegos.